# Algol (étoile)
Pour les articles homonymes, voir Algol.
Désignations
Algol, également nommée Beta Persei dans la désignation de Bayer (ou Bêta de Persée en français, en abrégé β Per) est une étoile variable à éclipses de la constellation de Persée, de magnitude 2, qui varie périodiquement tous les 2 jours et 21 heures environ. Vue depuis la Terre, Algol est une binaire à éclipses, même si elle est en fait un système stellaire composé de trois étoiles : Algol A (maintenant nommée Aa1), qui est la plus massive, Algol B (ou Aa2), qui est plus lumineuse, et Algol C (ou Ab). A et B tournent autour l'une de l'autre, sans jamais s'éclipser totalement, mais entrainant une importante baisse de luminosité de la sous-géante Algol B, qui est de type B8. Elle est d'ailleurs le prototype des variables de type Algol.
La distance qui nous sépare d'Algol est de 92,8 années-lumière.
Dans la Grèce antique, cette étoile était associée au masque de Méduse.

## Histoire

Éclipse d'Algol B (lumineuse) par Algol A, vu par l'interféromètre CHARA.

La variabilité de la luminosité d'Algol était connue des Égyptiens, mais n'a été mesurée pour la première fois qu'en 1783 par l'astronome amateur britannique John Goodricke.
La luminosité de l'astre baisse d'une magnitude 1,3 (soit environ 70% de sa luminosité) pendant les 10 heures de l'éclipse d'Algol B par Algol A. L'éclipse a lieu tous les 2,87 jours.
Les deux étoiles sont très proches, car elles ne sont qu'à 7,5 millions de kilomètres l'une de l'autre, soit 5% de la distance Terre-Soleil.
Un transfert de masse entre les deux membres de l'étoile binaire pourrait être à l'origine de l'allongement de la période d'éclipses d'Algol de 0,017 jour en 3 000 ans, en comparaison des calendriers égyptiens.

## Trajectoire particulière
Possédant un mouvement propre très petit comparé à sa vitesse radiale, les calculs montrent que Algol est passée à 9,8 a.l. du Système solaire il y a 7,3 millions d'années. Elle était alors d'une magnitude apparente d'environ -2,5, ce qui est considérablement plus brillant que ne l'est Sirius aujourd'hui. Il n'est pas exclu qu'elle ait pu perturber le nuage d'Oort en cette occasion, et provoquer une certaine augmentation de l'afflux de comètes vers le système solaire interne.

## Noms
Algol est le nom propre de l'étoile qui a été approuvé par l'Union astronomique internationale le 20 juillet 2016.
Étymologiquement, Algol dérive de l'arabe ra's al-ghoul رأس الغول: « la tête (ra's) de l'ogre (al-ghoul, goule) ». En astronomie chinoise, cette étoile fait partie de l'astérisme Daling, qui représente un mausolée.